# Jan Hejda
Jan Hejda (* 18. června 1978, Praha) je bývalý český profesionální hokejový obránce.

## Hráčská kariéra
Svoji extraligovou kariéru zahájil v roce 1997 v týmu HC Slavia Praha, v roce 2003 přestoupil do ruské ligy do týmu CSKA Moskva. V letech 2006–2015 hrál v NHL.
Pravidelně nastupoval za českou hokejovou reprezentaci. V roce 2010 reprezentoval Českou republiku na ZOH ve Vancouveru.

## Osobní život
Je ženatý s manželkou Terezou Hejdovou, se kterou má dvě děti, dceru Natálii a syna Matyáše. Jeho o 19 let mladší bratr Tadeáš je rovněž hokejistou.

## Prvenství

### ČHL
- Debut – 2. září 1997 (HC Dukla Jihlava proti HC Slavia Praha)
- První asistence – 12. září 1997 (HC Železárny Třinec proti HC Slavia Praha)
- První gól – 25. listopadu 1997 (HC Dukla Jihlava proti HC Slavia Praha, českému brankáři Marku Novotnému)

### NHL
- Debut – 3. listopadu 2006 (Edmonton Oilers proti Dallas Stars)
- První asistence – 10. listopadu 2006 (Columbus Blue Jackets proti Edmonton Oilers)
- První gól – 8. ledna 2007 (Los Angeles Kings proti Edmonton Oilers, kanadskému brankáři Mathieu Garonovi)

## Klubová statistika
| Sezóna       | Klub                  | Soutěž       |     | Základní část | Základní část | Základní část | Základní část | Základní část |   | Play off | Play off | Play off | Play off | Play off |
| Sezóna       | Klub                  | Soutěž       | Z   | G             | A             | B             | TM            | Z             | G | A        | B        | TM       |          |          |
| 1997–98      | HC Slavia Praha       | ČHL          | 44  | 2             | 5             | 7             | 51            | 5             | 0 | 0        | 0        | 6        |          |          |
| 1998–99      | HC Slavia Praha       | ČHL          | 34  | 1             | 2             | 3             | 38            | —             | — | —        | —        | —        |          |          |
| 1999–00      | HC Femax Havířov      | ČHL          | 7   | 0             | 2             | 2             | 6             | —             | — | —        | —        | —        |          |          |
| 1999–00      | HC Slavia Praha       | ČHL          | 26  | 1             | 2             | 3             | 14            | —             | — | —        | —        | —        |          |          |
| 1999–00      | HC Liberec            | 1.ČHL        | 17  | 0             | 0             | 0             | 4             | —             | — | —        | —        | —        |          |          |
| 2000–01      | HC Slavia Praha       | ČHL          | 38  | 2             | 6             | 8             | 70            | 11            | 3 | 0        | 3        | 12       |          |          |
| 2001–02      | HC Slavia Praha       | ČHL          | 42  | 9             | 8             | 17            | 52            | 9             | 1 | 1        | 2        | 14       |          |          |
| 2002–03      | HC Slavia Praha       | ČHL          | 52  | 6             | 11            | 17            | 44            | 17            | 5 | 8        | 13       | 12       |          |          |
| 2003–04      | CSKA Moskva           | RSL          | 60  | 1             | 6             | 7             | 26            | —             | — | —        | —        | —        |          |          |
| 2004–05      | CSKA Moskva           | RSL          | 60  | 2             | 11            | 13            | 59            | —             | — | —        | —        | —        |          |          |
| 2005–06      | Atlant Mytišči        | RSL          | 50  | 3             | 13            | 16            | 58            | 9             | 2 | 3        | 5        | 24       |          |          |
| 2006–07      | Edmonton Oilers       | NHL          | 39  | 1             | 8             | 9             | 20            | —             | — | —        | —        | —        |          |          |
| 2006–07      | Hamilton Bulldogs     | AHL          | 5   | 0             | 3             | 3             | 21            | —             | — | —        | —        | —        |          |          |
| 2007–08      | Columbus Blue Jackets | NHL          | 81  | 0             | 13            | 13            | 61            | —             | — | —        | —        | —        |          |          |
| 2008–09      | Columbus Blue Jackets | NHL          | 82  | 3             | 18            | 21            | 38            | 3             | 0 | 0        | 0        | 2        |          |          |
| 2009–10      | Columbus Blue Jackets | NHL          | 62  | 3             | 10            | 13            | 36            | —             | — | —        | —        | —        |          |          |
| 2010–11      | Columbus Blue Jackets | NHL          | 77  | 5             | 15            | 20            | 28            | —             | — | —        | —        | —        |          |          |
| 2011–12      | Colorado Avalanche    | NHL          | 81  | 5             | 14            | 19            | 24            | —             | — | —        | —        | —        |          |          |
| 2012–13      | Colorado Avalanche    | NHL          | 46  | 1             | 9             | 10            | 28            | —             | — | —        | —        | —        |          |          |
| 2013–14      | Colorado Avalanche    | NHL          | 78  | 6             | 11            | 17            | 40            | 7             | 0 | 0        | 0        | 6        |          |          |
| 2014–15      | Colorado Avalanche    | NHL          | 81  | 1             | 12            | 13            | 42            | —             | — | —        | —        | —        |          |          |
| 2015–16      | Lake Erie Monsters    | AHL          | 11  | 0             | 0             | 0             | 0             | —             | — | —        | —        | —        |          |          |
| Celkem v NHL | Celkem v NHL          | Celkem v NHL | 627 | 25            | 110           | 135           | 317           | 10            | 0 | 0        | 0        | 8        |          |          |

## Reprezentace
| Rok                    | Tým                    | Soutěž                 | Z  | G | A | B | TM |
| ---------------------- | ---------------------- | ---------------------- | -- | - | - | - | -- |
| 1998                   | Česko 20               | MSJ                    | 7  | 0 | 1 | 1 | 2  |
| 2003                   | Česko                  | MS                     | 9  | 0 | 0 | 0 | 4  |
| 2004                   | Česko                  | MS                     | 7  | 1 | 1 | 2 | 8  |
| 2005                   | Česko                  | MS                     | 9  | 0 | 0 | 0 | 2  |
| 2006                   | Česko                  | MS                     | 9  | 0 | 0 | 0 | 4  |
| 2008                   | Česko                  | MS                     | 7  | 1 | 0 | 1 | 0  |
| 2010                   | Česko                  | OH                     | 5  | 0 | 0 | 0 | 4  |
| 2013                   | Česko                  | MS                     | 8  | 0 | 1 | 1 | 0  |
| 2015                   | Česko                  | MS                     | 10 | 0 | 2 | 2 | 2  |
| Seniorská reprezentace | Seniorská reprezentace | Seniorská reprezentace | 64 | 2 | 4 | 6 | 24 |